# Adelphomyia punctum
Adelphomyia punctum (лат.) — вид двукрылых из семейства болотниц.

## Описание
Комары желтовато-коричневой до серовато-коричневой окраски. Длина тела самца 3,9-8,2 мм, самки 6,4-7,2 мм. Голова слегка вытянута коричневато-серая сзади и сбоку, бледно-серая спереди, покрыта длинными, редкими, желтоватыми щетинками. Глаза широко расставлены у обоих полов, расстояние между ними у основания усиков почти такое же, как длина двух первых члеников усиков вместе взятых. Длина усиков самца 0,9-1,8 мм, они достигают основания крыла, если отогнуть их назад. Длина усиков самки 1,1-1,3 мм. Жгутик усиков состоит из 14-ти члеников, коричневый, к вершине членики становятся темнее. Грудь желтовато-коричневая до коричневой, покрыта редким серым налетом. Переднеспинка бледно-коричневая до коричневой, с серой пыльцой, дорсо-латерально покрыта редкими вертикальными длинными щетинками. Жилки крыла коричневые, у основания и в костальной области желтоватые. На радиальных и передней медиальной жилках имеются многочисленные волоски (макротрихии). Дискальная ячейка в два раза длиннее своей ширины. Поперечная медио-кубитальная жилка расположена немного перед серединой дискдискальной ячейки. Жужжальца бледно-коричневые. Вертлуги желтые до коричневато-желтых. Бедра желтые, затемненные на вершине, голени желтовато-коричневые с затемненной вершинной частью, лапки темно-коричневые, только основание первых члеников желтоватое. Брюшко коричневато-желтое или коричневое. Тергиты с узко затемненными боковыми краями, с двумя поперечными узкими выемками спереди и слегка более светлым задним краем у обоих полов.

## Экология
Встречаются в увлажнённых местообитаниях в лиственных и смешанных лесах, вблизи ручьев и прудов, окруженных лиственными деревьями. Комары летают с начала мая до начала августа.

## Распространение
Вид имеет сильно разорванный ареал, широко распространен в Европе, отмечен также на крайнем Востоке Палеарктики (Камчатка, юг Дальнего Востока России и Корейском полуострове).